# 尼希米記
《尼希米記》或譯《厄斯德拉下》（希伯來語：ספר נְחֶמְיָה），是圣经全书中第16本书，講述耶路撒冷城牆的重建，以及神繼續見證選民的恢復，以完成祂的經綸。

## 寫作背景
作者可能是以斯拉或一不知名的編纂者。作者問題與以斯拉記同。本書篇幅以尼希米第一人稱來記錄 （《尼希米記》第12章第27节至第43节参；《尼希米記》第13章第4节至第31节参），因此，本書以他命名。尼希米在波斯身居要位（酒政乃皇帝的親信大臣），深得皇帝寵信。他聽聞故土耶路撒冷城荒涼的情景，便求王恩准，回鄉重修城牆，在五十二日内完成工程的經過。本書的寫作日期大約是公元前五世紀末葉。
起初，以斯拉記和尼希米記原屬一卷，合稱為以斯拉記。後來，猶太人把它分為以斯拉記上、下兩卷，最後再將以斯拉記下稱為尼希米記。

## 本书体现的尼希米的人物性格

### 完全敬虔效忠
尼希米所表現他对神的敬虔效忠。他甘願捨棄朝廷中的高位，謙抑地作耶和華百姓的一個監督。他甚至不肯接受自己有權得到的物質供應，並且率直地譴責物質主義的陷阱。尼希米大力促請國人要熱心從事及維護耶和華的崇拜。他表現毫不自私的精神，行事審慎，敢作敢為，不怕任何危險而繼續維護正義。他對耶和華懷有正當的畏懼，並且熱心造就和强化以色列人的信心。他努力遵行耶和華的律法，特别是在與純真崇拜有關的方面，並且極力抗拒外邦國家的不良影響，例如與異教徒通婚。

### 熟悉律法
尼希米記表明尼希米對耶和華的律法具有清楚的認識，並且善加運用。由於耶和華在申命記30:1-4所作的應許，尼希米祈求神的祝福；他全心相信神會以忠貞待他。（《尼希米記》第1章第8节至第9节参）他安排了多次大會，主要目的是要使猶太人熟悉從前記錄下來的事。在誦讀神的律法方面，尼希米及以斯拉均努力使人清楚明白神的話語而能够切實遵行。。

### 仰赖耶和华
尼希米完全依賴耶和華，並且謙卑地懇求神的幫助；這種態度應當鼓勵其他人也同樣全心信靠神。他的禱告中榮耀神，承認自己百姓的罪過及懇求耶和華的名成聖。這位監督在神的子民當中是一股堅强的力量，百姓均樂於跟從他的明智指引，與他一同遵行神的旨意而獲得喜樂。可是，當缺乏一位明智的監督時，物質主義、腐敗、墮落和叛道很快就滲入百姓之中。

### 信赖神的话语
尼希米對神的話語表現完全的信賴。他不僅是個熱心的聖經教師，同時也運用聖經為重返故土的神子民確立家族的産業和制定利未人與祭司的服務安排。這對當時的猶太餘民有很大的鼓勵。這使他們對關於種子的偉大應許及他的王國治下更大的復興越發堅信不移。對這王國所懷的指望使神的僕人更加勇敢地為王國的權益奮鬥，並且忙碌地推廣純真的崇拜。

## 主題特色
重建城墙是一種防禦措施，屬政治活動章。但這活動也以信仰為核心，因為猶太人認為政治與宗教活動是不可分割的。尼希米領導回歸的百姓重建城墙一事，是發自信仰。因此，他常為工程禱告（《尼希米記》第1章第5节至第11节参；《尼希米記》第4章第4节至第5节参；《尼希米記》第6章第9节参），並將事情的成就歸功於神（《尼希米記》第2章第8节至第18节参）。
城墙的建立不僅表示在猶太團體的建立，與宗教活動的恢復，使猶太人能保持信仰的純淨。

## 本書大纲
1. 尼希米决定返回猶大（《尼希米記》第1章第1节参–《尼希米記》第2章第8节参）
2. 尼希米督建城墙（《尼希米記》第2章第9节参–《尼希米記》第3章第32节参）
3. 敵人的破壞行動（《尼希米記》第4章第1节至第23节参）
4. 民生病苦（《尼希米記》第5章第1节至第19节参）
5. 敵人的陰謀（《尼希米記》第6章第1节至第19节参）
6. 守衛聖城（《尼希米記》第7章第1节至第73节参）
7. 宣讀律法並與神立約（《尼希米記》第8章第1节参–《尼希米記》第10章第39节参）
8. 遷徙至耶路撒冷城內（《尼希米記》第11章第1节至第36节参）
9. 祭司利未人名錄（《尼希米記》第12章第1节至第26节参）
10. 城墙落成典禮 （《尼希米記》第12章第27节至第47节参）
11. 連串的宗教改革 （《尼希米記》第13章第1节至第31节参）

## 主要内容

### 尼希米奉派往耶路撒冷
（包含《尼希米記》第1章第1节参-《尼希米記》第2章第20节参）哈拿尼的報告使尼希米大感憂傷。這人剛從耶路撒冷返回書珊城，他透露耶路撒冷的猶太人遭難受辱，城牆城門均破爛不堪。尼希米於是向耶和華「天上的神，大而可畏的神，向愛祂守祂誡命的人守約施慈愛的神」，禁食祈禱。（1:5）他承認以色列人所犯的罪，並求神因祂的聖名及祂向摩西所作的應許而記念祂的百姓。 當王向他垂詢面帶愁容的原因時，尼希米把耶路撒冷的情況告訴王，並懇求王容他回到該城，重建城和城牆。王答允他的請求，他便立即打點一切起程返回耶路撒冷。後來他在夜間親自巡視城牆以求明瞭未來的工作情況，然後他把計劃向猶太人披露，並强調神的手必幫助他們。衆人回答説：“我們起來建造吧！”（《尼希米記》第2章第18节参）後來鄰近的撒馬利亞人及其他民族獲悉重建的工程已展開，便出言嗤笑他們。

### 重建城牆
（包含《尼希米記》第3章第1节参-《尼希米記》第6章第19节参）重修城牆的工作在五月三日正式展開，當日祭司、首領和百姓齊集起來一同動工。城樓大門與城牆相連的部分很快便修築完成。和倫人參巴拉嗤笑説：“這些軟弱的猶大人作什麽呢？要一日成功嗎？”亞捫人多比雅幫腔嘲笑説：“他們所修造的石牆，就是狐狸上去也必跐倒。”（《尼希米記》第4章第2节至第3节参）在城牆修造了一半的高度時，敵人惱羞成怒，遂合謀要攻打耶路撒冷。但尼希米勸勉猶太人要記念“主是大而可畏的”，並盡力為妻子兒女和家産爭戰。（《尼希米記》第4章第14节参）他們把工作重新組織起來以應付當前的緊張局勢；有些人被派拿槍矛守衛，修造的工人都腰間佩刀。
可是，猶太人本身也有難題。他們有些人違反神的律法，向同是崇拜耶和華的人放債取利。（《出埃及記》第22章第25节参）尼希米糾正事態，提醒他們要提防物質主義的精神，百姓都表示願意切實聽從。尼希米本人從公元前455年至公元前443年作省長的12年間一直沒有吃省長的俸祿，因為百姓服役甚重。
後來敵人採用更陰險奸狡的手段試圖阻止建造工程進行。他們邀請尼希米與他們會面，但尼希米回覆由於他正在辦理大事，不能停工下去見他們。參巴拉於是誣告尼希米，指他謀反及企圖在猶大自立為王。參巴拉更暗中收買了一個猶太人，試圖以恐嚇手段迫使尼希米藏身於聖殿內。尼希米不受威嚇，相反，他保持鎮靜，繼續順服地執行神所委派的工作。城牆共修了“五十二天”便告完成。（《尼希米記》第6章第15节参）

### 教導百姓
（覆盖《尼希米記》第7章第1节参-《尼希米記》第12章第26节参）城裏的居民及房屋都甚稀少，因為大部分以色列人均按着自己支派的産業居於城外。神指示尼希米招聚貴胄和衆百姓，要照家譜登記。他為此參照那些從巴比倫返回故土的人的記錄。接着他們在水門前的寬闊處召開了為期八天的大會。以斯拉站在木台上開始教導衆人。他首先祝頌耶和華，然後把摩西的律法書從清早到晌午念給衆民聽。此外有其他能幹的利未人協助他，使百姓明白律法，“清清楚楚地念神的律法書，講明意思，使百姓明白所念的”。（《尼希米記》第8章第8节参）尼希米吩咐百姓要享受筵席，吃喝快樂，並要體會這句話的有力含意：“靠耶和華而得的喜樂是你們的力量。”（《尼希米記》第8章第10节参）
大會的次日，衆民的族長首領聚集到以斯拉面前舉行特别聚會，留心傾聽律法的真義。他們獲悉要在七月舉行住棚節，於是馬上安排各人支搭帳篷，好向耶和華守節。他們住在棚裏七日，每日均傾聽律法書，“衆人大大喜樂”。到了第八日，便“照例”舉行嚴肅會。
同月24日，以色列人再次聚集起來，開始與一切外邦人分離。他們傾聽一組利未人特别誦讀律法書，並以發人深省的方式回顧神跟以色列人交往的經過。大會的主題是：“你們要站起來稱頌耶和華──你們的神，永世無盡。耶和華啊，祢榮耀之名是應當稱頌的！超乎一切稱頌和讚美。”（《尼希米記》第9章第5节参）他們承認列祖的罪孽，並且謙卑地懇求耶和華祝福他們。他們接着以決議書的形式，由國中的各首領簽名作證以表達他們事奉神的決心。衆民一致同意不與當地人通婚，要遵守安息日的規定，此外也供應聖殿所需用的東西及派人在殿裏服務。他們抽籤決定每十人中派一人長居於耶路撒冷城內。

### 城牆落成呈獻
（覆盖《尼希米記》第12章第27节参-《尼希米記》第13章第3节参）新建城牆的呈獻禮是個歡樂歌唱的場合。與此同時也舉行了一次大會。尼希米使稱謝歌唱的人分為兩大隊，分别朝相反方向在城牆上繞城一周，最後在耶和華的殿裏相遇，一起獻祭給神。他們作出安排供給在殿裏服務的祭司和利未人的物質所需。當日他們進一步念律法書，得悉亞捫人和摩押人永不可入神的會，故此他們便開始與一切混在以色列當中的閒雜人分開。

### 清除不潔
（覆盖《尼希米記》第13章第4节至第31节参）尼希米返回巴比倫一段時候，然後再回到耶路撒冷。這時在猶太人當中再度盛行一些邪惡的事。事情轉變得多麽快啊！大祭司以利亞實竟然在聖殿的院子裏為神仇敵之一的亞捫人多比雅設了一間膳堂供他使用。尼希米立即採取行動。他把多比雅的一切家具從屋裏抛出去，將膳堂加以潔淨。他又發現無人供給利未人所當得的分，以致他們要到耶路撒冷城外另謀生計。城裏瀰漫着濃厚的商業精神。安息日形同虚設。尼希米告訴他們：“現在你們還犯安息日，使神的憤怒越發臨到以色列！”（《尼希米記》第13章第18节参）他於是在安息日把城門關上，不准商販進入，又命他們離開城牆。但他們還作了更大的惡事，一些他們曾鄭重答應不再犯的惡事。他們娶了外邦女子為妻，並把她們帶進城內；這些人的兒女已不會説猶太人的語言。尼希米提醒他們，所羅門就是因為娶了外邦女子為妻而犯罪。由於大祭司以利亞實的孫子犯了這罪，尼希米把他趕走。 然後他派定祭司和利未人的班次，使他們各盡其職。
尼希米在書的末了謙卑自抑地提出這個請求：“我的神啊，求祢記念我，施恩與我。”（《尼希米記》第13章第31节参）

### 閱讀聖經
- 尼希米記 （页面存档备份，存于）
- 尼希米记 （页面存档备份，存于）